# Ip Man
Ip Man, známý také jako Yip Man (1. října 1893 – 2. prosince 1972), byl kantonský bojový umělec a velmistr stylu jung-čchun (Wing Chun). Měl několik žáků, kteří se později stali mistry bojových umění. Jeho nejslavnějším žákem byl Bruce Lee.

## Život
Ip Man se narodil jako Ip Kai-man (葉繼 問), a to jako třetí ze čtyř dětí Ip Oi-dor (葉 靄 多) a Ng Shui (吳瑞). Vyrostl v bohaté rodině ve Fo-šanu v provincii Kuang-tung a spolu se svým starším bratrem Ip Kai-gak (葉繼 格), starší sestrou Ip Wan-mei (葉 允 媚) a mladší sestrou Ip Wan-hum (葉)允 堪) získal tradiční čínské vzdělání. Jung-čchun se začal učit od Chana Wah-shun, když mu bylo 9 nebo 13 let. Chanovi bylo v té době 57 a Ip se stal jeho 16. a posledním žákem. Kvůli tomuto věku byl Ipa schopen trénovat pouze tři roky, než v roce 1909 utrpěl mírnou mrtvici a odešel zpět do své vesnice. Ip se pak naučil většinu svých dovedností a technik od Chanova druhého nejstaršího žáka Ng Chung-soka (吳仲 素).
V 16 letech se Ip s pomocí svého příbuzného Leung Fut-tinga přestěhoval do Hongkongu a tam navštěvoval St. Stephen's College, střední školu pro bohaté rodiny a cizince žijící ve městě. Šest měsíců poté, co se přestěhoval do Hongkongu, mu spolužačka jménem Lai řekla, že s nimi žije přítel jeho otce, který je odborníkem na techniky kung-fu, a nabídla Ipovi přátelský zápas. V té době byl Ip doposud neporažen, takže dychtivě přijal výzvu. V neděli odpoledne přišel do Laiiniho domu a po výměně krátkých zdvořilostí vyzval muže k souboji. Muž se jmenoval Leung Bik a Ip Mana snadno přemohl. Ip nemohl uvěřit rychlosti, s níž byl poražen, požádal o druhý souboj a byl poražen znovu, stejně tak přesvědčivě. Ip odrazen svou porážkou odešel beze slova a byl pak v takových depresích, že se už neodvažoval zmínit, že zná kung-fu. O týden později mu Lai řekla, že se na něj muž, se kterým bojoval, ptal. Ip odpověděl, že je příliš v rozpacích na to, aby se vrátil. Lai mu ale řekla, že Leung Bik vysoce ocenil jeho techniky kung-fu a že je synem Leung Jana, který učil Ipova mistra Chan Wah-shuna. Ip pak trénoval s Leung Bikem až do jeho smrti v roce 1911.

Ip Man a Bruce Lee

Ip se vrátil do Fo-šanu v roce 1917, když mu bylo 24 let a stal se tam policistou. Naučil jung-čchun několik svých podřízených, přátel a příbuzných, ale oficiálně žádnou školu bojových umění nevedl. Později se oženil s Cheung Wing-sing a spolu měli několik dětí: syny Ip Chun a Ip Ching a dcery Ip Nga-sum (葉 雅 心) a Ip Nga-wun (葉雅媛). Mezi jeho nejznámější neformální žáky patřili Chow Kwong-yue (周光裕), Kwok Fu (郭 富), Lun Kah (倫 佳), Chan Chi-sun (陳志 新), Xu He-Wei (徐 和 威) a Lui Ying (呂 應). Mezi nimi byl Chow Kwong-yue považován za nejlepšího, který ale poté začal obchodovat a přestal praktikovat bojová umění. Kwok Fu a Lun Kah pokračovali ve výuce žáků a předávali v oblasti Fo-šanu dál umění jung-čchun. Chan Chi-sun a Lui Ying později odešli do Hongkongu, ale žádný z nich nepřijal žádné žáky.
Během druhé čínsko-japonské války Ip žil s Kwok Fu a do Fo-šanu se vrátil až po válce, kde pokračoval ve své kariéře policisty. V roce 1949 nějaký čas trénoval svého druhého syna Ip Chinga. Protože Ip byl důstojníkem Kuomintangu, tak na konci roku 1949 poté, co Čínská komunistická strana vyhrála čínskou občanskou válku, spolu se svou ženou a starší dcerou Nga-sum odešel do Hongkongu, kam dorazili přes Macao v roce 1950. Jeho manželka a dcera se později vrátily do Fo-šanu, aby si vyzvedly své identifikační karty. Avšak kvůli uzavření hranic mezi Čínou a Hongkongem v roce 1951 byli Ip a Cheung už navždy odděleni.
Zpočátku byla výuka Ip Mana v Hongkongu nevýznamná, protože žáci obvykle zůstali jen pár měsíců. Svou školu také dvakrát přestěhoval, nejprve na Castle Peak Road v okrese Sham Shui Po a poté na Lee Tat Street (利達 街) v okrese Yau Ma Tei. Mezitím už někteří jeho žáci získali dostatečné znalosti jung-čchun, aby byli schopni založit vlastní školy. Pokračovali a v soubojích srovnávali své dovednosti s ostatními bojovými umělci, a jejich vítězství tak pomohla zvýšit slávu Ip Mana.
Kolem roku 1955 měl Ip milenku ze Šanghaje, kterou jeho žáci označovali jednoduše jako Šanghaj Po (上海 婆). Spolu měli nelegitimního syna jménem Ip Siu-wah (葉少華). Mezitím v roce 1960 ve Fo-šanu zemřela Ipova manželka Cheung na rakovinu. Ip nikdy oficiálně nepředstavil svou milenku svým dalším synům, kteří v roce 1962 nakonec přijeli do Hongkongu, aby se s ním znovu setkali. Také Ipova milenka zemřela v roce 1968 na rakovinu a jejich syn později začal praktikovat jung-čchun stejně jako jeho nevlastní bratři.
V roce 1967 Ip a někteří jeho žáci založili Ving Tsun (Wing Chun), známou také jako „Ring Chun“, Athletic Association (詠 春 體育 會). Hlavním účelem asociace bylo pomáhat Ipovi vyrovnat se s jeho finančními potížemi v Hongkongu, které údajně vznikly tím, že Ip měl pravidelně užívat opium (jeden z jeho bývalých žáků, Duncan Leung, prohlašoval, že Ip použil školné na podporu své závislosti na opiu). Ip zemřel 2. prosince 1972 ve svém bytě na Tung Choi Street 149 v Hongkongu na rakovinu jícnu, pouze sedm měsíců před smrtí svého nejslavnějšího žáka Bruce Leeho. Je pohřben v okrese Wo Hop Shek v Hongkongu.
Ipovým odkazem je globální rozšíření bojového umění jung-čchun. Mezi jeho významné žáky patřili: Leung Sheung, Lok Yiu, Chu Shong-cin, Wong Shun Leung, Siu Yuk Men, Bruce Lee, Moy Yat, Ho Kam Ming, Chow Tze Chuen, Victor Kan, jeho synovec Lo Man Kam a student-samouk Leung Ting. Ip také sepsal historii jung-čchun. Mnoho artefaktů jeho života je vystaveno v Ip Man Museum v areálu chrámu předků ve Fo-šanu. Ip Man je též zobrazen v řadě filmů založených na jeho životě.